# NGC 354
NGC 354 ist eine Balken-Spiralgalaxie vom Hubble-Typ SBa im Sternbild Fische auf der Ekliptik. Sie ist schätzungsweise 214 Millionen Lichtjahre von der Milchstraße entfernt und hat einen Durchmesser von etwa 50.000 Lichtjahren.
Das Objekt wurde am 24. Oktober 1881 von dem französischen Astronomen Édouard Jean-Marie Stephan entdeckt.